# Douglas YOA-5
Il Douglas YOA-5, originariamente indicato come YB-11 e poi mutato in YO-44, fu un aereo anfibio bimotore, monoplano ad ala alta, sviluppato dall'azienda aeronautica statunitense Douglas Aircraft Company negli anni trenta e rimasto allo stadio di prototipo.
Sviluppo del precedente Douglas XP3D da pattugliamento marittimo, venne commissionato dall'United States Army, l'esercito statunitense, per dotare la sua componente aerea, l'allora United States Army Air Corps, di un velivolo anfibio in grado di effettuare missioni di ricognizione aerea e di bombardamento leggero. Entrato in servizio nel febbraio 1935, pur non venendo utilizzato per il ruolo per cui era stato progettato, rimase in carico all'USAAC fino al suo smantellamento avvenuto nel 1943.

## Storia del progetto
Nel novembre 1932 lo U.S. Army emise un ordine per la fornitura di un nuovo velivolo anfibio destinato ad operare sia da terra che dalla superficie acquatica ed in grado di precedere le formazioni di bombardieri convenzionali e di assisterli in caso di bisogno.
A tale scopo la Douglas Aircraft incaricò il proprio ufficio tecnico di estrapolare, in scala ridotta, un modello adatto allo scopo dal progetto del Douglas XP3D, idropattugliatore proposto alla United States Navy, la marina militare statunitense, in quel momento in fase di sviluppo. L'esercito valutò positivamente la proposta ed emise un ordine di fornitura per un prototipo a scopo di valutazione nel dicembre successivo.
Il velivolo, identificato inizialmente con la sigla YB-11 convenzionalmente assegnata ai bombardieri, conservava, pur se in scala ridotta, l'aspetto dell'XP3D, un aereo anfibio a scafo centrale con velatura monoplana, equipaggiato con due motori radiali Wright R-1820 Cyclone montati in distinte gondole posizionate al di sopra del piano alare, in una soluzione simile ed ingrandita del Douglas Dolphin.
Prima del suo completamento, dopo che nell'aprile 1933 una commissione esaminatrice dell'esercito ne visionò il mockup, venne ridesignato una prima volta come aereo da osservazione, ricevendo la designazione YO-44, per poi ricevere la definitiva YOA-5 da "observation amphibian model 5", "(aereo) anfibio da osservazione modello 5". Il prototipo, numero di serie 33-17, venne portato in volo per la prima volta nel gennaio 1935, venendo consegnato allo U.S. Army il mese successivo.
Durante le prove che seguirono in ambito operativo, il concetto alla base della sua richiesta si rivelò impraticabile e l'esercito decise di sospendere il programma di sperimentazione bloccando qualsiasi altra richiesta di fornitura. Benché non impiegabile in ambito operativo, prima di essere radiato lo YOA-5 venne utilizzato per stabilire due primati mondiali di distanza per aerei anfibi, per essere infine demolito nel dicembre 1943.

## Impiego operativo
Il prototipo venne inizialmente inviato a Wright Field per le prime prove, quindi assegnato al 1st Air Base Squadron basato a Langley Field, in Virginia, dall'ottobre 1935.
Nel giugno del 1941, il YOA-5 è stato trasferito ad Elmendorf Field, in Alaska, dove rimase in carico fino alla sua demolizione, nel dicembre 1943.

## Versioni
YB-11
designazione originale assegnata nel 1932 al progetto per un bombardiere/ricognitore da destinare allo US Army Air Corps.
YO-44
ridesignazione dell'YB-11 nella categoria degli aerei da osservazione prima del suo completamento.
YOA-5
nuova designazione relativa agli aerei anfibi da osservazione, prototipo realizzato in un solo esemplare.

## Utilizzatori
Stati Uniti
- United States Army Air Corps